# Витале ІІ Микијел
Витале ІІ Микијел или Витале ІІ Микијели  (почетак XII века - 28. мај 1172, Венеција) је био млетачки дужд  (1156—1172) из породице Микијел.

## Трговина
Млетачка трговина није се ограничила оквирима Средоземног и Црног мора. Млетачки су бродови пролазили кроз Гибралтарски мореуз, разносећи јужну робу. Они су одржавали редовну линију до Брижа и ушћа Рајне. Развило се и занатство, израда луксузних предмета, који су извожени у друге европске земље. Млетачке свилене тканине, стаклени предмети и оружје били су на великом гласу. Млечани су се обезбедили од иностране конкуренције строгом царинском политиком. Републици је велике користи доносио монопол соли .

## Власт у Републици
Венецијом у то време влада олигархија племића и богатих трговаца .
Сва се власт у Републици била је усретсређена у рукама мале затворене трговачко-патрицијске групе. Улога општеградске скупштине потпуно опада. Најважнији политички орган постаје изборно Велико веће, састављено првобитно од 480 људи, чланова најутицајнијих патрицијских породица. Поред њега створено је Мало веће или сињорија и друге установе које су крајње ограничиле власт изборног доживотног дужда .

## Спољна политика
Млетачка република се, заједно са Краљевином Сицилијом, придружила коалицији, коју је организовао папа Александар III против цара Светог римског царства, Фридриха Барбаросе . У исто време дипломатски чиновници византијског цара Манојла су настојали да Барбароси створе непријатеље подржавајући ломбардску лигу и дајући новчану помоћ осим Млечанима и Јакину, Ђенови и Пизи .
Осим овог рата, Република је била увучена и у дуготрајну борбу с Угарском  и у рат са Византијом.

## Родбинске везе са српским жупаном
Око 1150. године на жупански престо у Србији је дошао Деса. Ово је био човек ширих веза и веће енергије. Улазио је у преговоре с Немцима, а изгледа да се ородио и са Виталом, удавши своју кћер за његовог сина Леонарда .

## Сукоби са Византијом

### Почетак сукоба
Република је на почетку Виталовог дуждевања била у савезништву с Византијом против Нормана , иако је била неповерљива, узнемирена  и забринута  њеним настојањима да успостави власт на Апенинском полуострву . Када су Византинци напали Јакин млетачко-византијски савез је раскинут  и од тада су односи између Републике и Византије из дана у дан били све лошији.
Млетачка република која се раније обраћала за помоћ Византији због освајачке политике Фридриха Барбароса у северној Италији, поче видно да мења своје држање кад 1164. године виде Грке као господаре Далмације . Са друге стране надменост и лакомост Млечана раздражавале су Грке , тако да је потпун раскид био све очигледнији.

### Савезништво са Угарском
Сада су се Млечани приближили Угарској као природном савезнику против Грка , раскинувши савез против њих . У исти мах почели су Млечани да раде и међу српским племенима, нарочито у Рашкој, како би их дигли против Византије. Угари су потом 1166. године потиснули Грке из Далмације и Срема. Угарски успеси с једне стране, а напредовање Грка у Италији, где су заузели важни Јакин с друге, определише Витала да ступи у отворен савез с Угарском , пошто је сада схватио његовој превласти на Јадранском мору запретила опасност . Цар Манојло I Комнин, сагледавши опасност, реши се да целу ову акцију угуши у заметку, те је Угарску до 1167. године сасвим притеснио, па је она морала да моли за мир .

### Хапшење Млечана у Византији
Потпун раскид односа између Млечана и Византије постао је неизбежан , пошто је Република изазвала Манојлов гнев . С друге је стране повлашћени положај млетачких трговаца у Царству био неподношљиво оптерећење за византијску трговину. Манојло је настојао да учврсти везе с другим италијанским поморским градовима те је 1169. године склопио споразум с Ђеновом, а 1170. с Пизом. Тако су се односи с Византијом све више заоштравали  и године 1171. избио је тежак сукоб  . У једном једином дану , 12. марта   - што је доказ за темељне припреме тих мера и поузданост византијског државног апарата  - у цијеломе су Царству Млечани ухапшени  , а њихова имовина, бродови и роба заплењени.

### Експедиција против Византије
На противудар Републике није требало дуго чекати . На брзу руку, после напада на Млетачке трговце у Цариграду, организована је флота . Флота је, под личним заповедништвом дужда, кренула у септембру према истоку, покоривши, уз пут, Трогир и Дубровник. Витале је тако дошао у тешње везе са новим српским жупаном Немањом, који жели да му се придружи у његовој живој акцији против Грка у Приморју, а посебно у Приморској области према Котору. Тада почиње и Немањина акција .
Јака млетачка флота је нападала византијску обалу и похарала острва Хиос и Лесбос , а овај први и освојила. Опустошивши Архипелаг она је склопила савез са сицилијанским краљем .
Овакво стање се није задржало и флота је настрадала у источним водама и од ње се више није имало чему надати .

## Смрт
После пораза су отпочели дуготрајни преговори са Византијом , али њих је наставио нови дужд Себастијано Зјани, пошто је Витала по повратку у Венецију 28. маја 1172. године убила разјарена руља.